# Mal McMullen
Malcolm H. McMullen, detto Mal (Fostoria, 23 agosto 1927 – Kokomo, 11 aprile 1995), è stato un cestista statunitense, professionista nella NBA.

## Carriera
Venne selezionato dai Baltimore Bullets nel Draft BAA 1949.